# Banshee

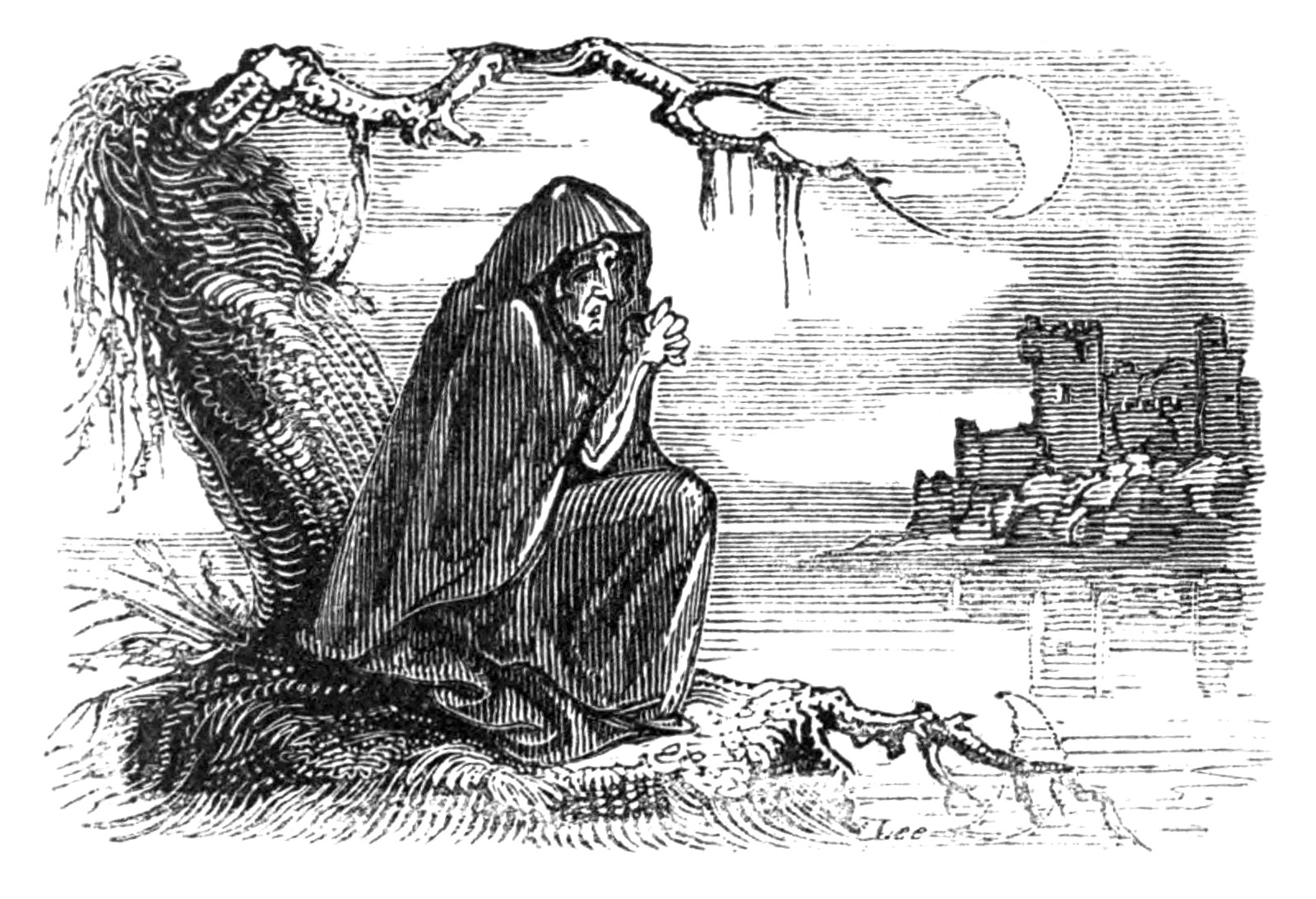
Bunworth Banshee, Legende și tradiții de basm din sudul Irlandei, de Thomas Crofton Croker, 1825

O banshee (irlandeza veche: ben síde, baintsíde; irlandeză: bean sí, baintsí) este un spirit feminin din mitologia irlandeză care anunță moartea unui membru al familiei, de obicei plângând, strigând sau bocind. Numele ei din punct de vedere mitologic este conectat de tumuli sau movilele care punctează peisajul irlandez, care sunt cunoscute sub numele de síde (singular  síd ) în irlandeza veche. 

## Descriere
Există mai multe descrieri variate de banshee. Uneori, are părul lung și poartă o mantie cenușie peste o rochie verde, iar ochii sunt roșii de la plânsul continuu.  Poate fi îmbrăcată în alb, cu părul roșu și un ten îngrozitor, potrivit unei relatări de primă mână a lui Ann, Lady Fanshawe în Memoriile sale.  Lady Jane Wilde în Ancient Legends of Ireland oferă o altă descriere: 
 Mărimea unei  banshee este o caracteristică fizică care diferă funcție de relatările regionale. Cu toate că sunt consemnate unele relatări ale înălțimii ei nenatural de mare, majoritatea poveștilor care descriu înălțimea ei afirmă că statura ei este scurtă, având undeva între un picior și patru picioare. Înălțimea ei mică este însoțită adesea de descrierea ei ca o femeie bătrână, deși poate fi destinată, de asemenea, să sublinieze starea ei ca ființă de basm.  
Uneori, o banshee ia forma unei fecioare cântătoare în fața familiei în care a murit de tânără sau poate fi văzută noaptea ca o femeie îmbrobodită, ghemuită sub copaci, plângând cu fața voalată sau zburând prin lumina lunii, plângând amar. Iar strigătul acestui spirit este o jale dincolo de toate celelalte sunete de pe pământ și aduce moartea unui membru al familiei ori de câte ori este auzit în tăcerea nopții. 